# Lago Tiberino
Il lago Tiberino (o lago dell'Umbria, più anticamente Lacus Umber) era un lago d'acqua salata, per molto tempo il più esteso, esistente con certezza dal Pleistocene al Lias nei territori oggi appartenenti alla penisola italiana e profondo fino a 1.000 metri.

## Geologia

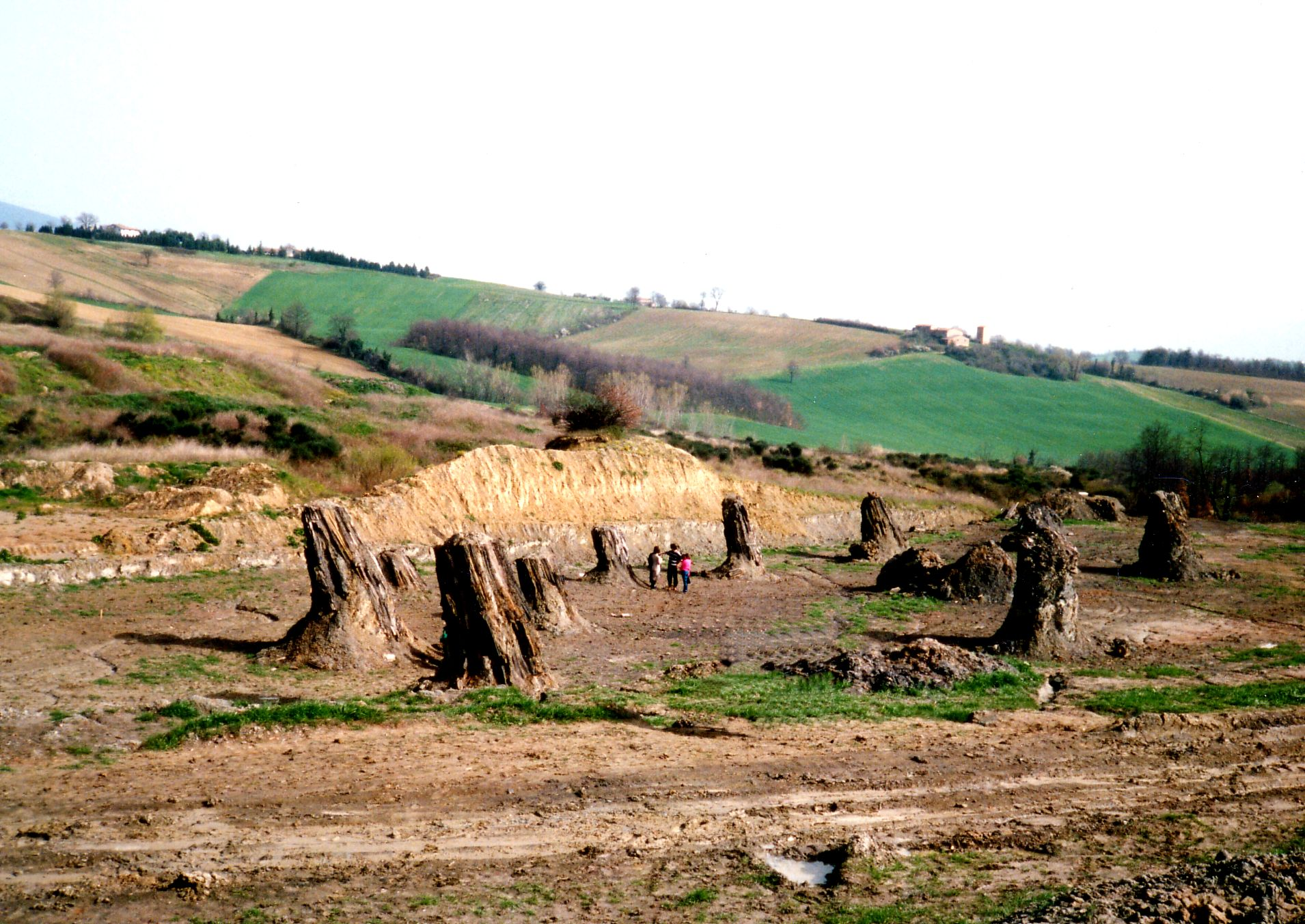
Resti della Foresta fossile di Dunarobba, sulla sponda cenozoica del Lago Tiberino.

Aveva la forma di una "Y" rovesciata, tutt'oggi visibile osservando la regione dal satellite come una striscia più chiara tra le alture, che si è poi trasformata, circa 400.000 anni fa quando il mare si è ritirato e il fiume Tevere, che prima sfociava in mare nei pressi di Perugia ha in vaste aree preso il suo posto, a est nella c.d. Valle Umbra (oggi attraversata dal Topino) , ad ovest nella Valnestore e a nord dalla Valtiberina.
L'attuale lago Trasimeno altro non era al tempo che una parte del lago Tiberino.
Il lago si formò per l'innalzamento di piccole catene montuose che lo separarono dal mare che oggi è il Tirreno. Per questa ragione, col tempo le acque divennero salmastre, e anche dopo la scomparsa del lago l'Umbria rimase una regione in gran parte paludosa: furono per primi i romani a operare le prime bonifiche dell'area.
I resti paleontologici della Foresta fossile di Dunarobba, nel comune di Avigliano Umbro, sono appunto i resti di una Foresta del periodo geologico Cenozoico sula sponda del Lago Tiberino.

## Curiosità
Presso la Direzione del Parco regionale del Monte Subasio, al km 1 della S.P. 249 di Spello, ad Assisi, il Museo paleontologico del Monte Subasio ospita reperti archeologici risalenti al Pleistocene quali ammoniti e affini.
È possibile che la presenza nel terreno (che fu il fondale lacustre) dei minerali residuati dal bacino del lago Tiberino influenzino oggi talune coltivazioni, in particolare la viticoltura.